# Опорный прыжок

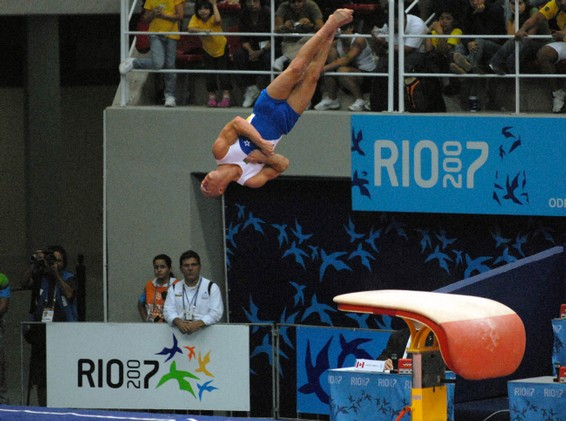
Гимнаст, выполняющий опорный прыжок

Опо́рный прыжо́к — один из видов упражнений в спортивной гимнастике. Высота снаряда для отталкивания в опорных прыжках составляет 135 сантиметров.

## Описание
Опорные прыжки входят в программу как женских, так и мужских турниров. В современной программе Олимпийских игр проводятся соревнования по опорному прыжку; также эти соревнования входят в программу командного и абсолютного первенства.
При исполнении опорного прыжка спортсмен разбегается по дорожке, затем отталкивается при помощи специального наклонного пружинящего мостика и совершает прыжок, в ходе которого он должен произвести дополнительное отталкивание от снаряда (это может быть гимнастический козёл или специальный снаряд). В ходе прыжка спортсмен совершает дополнительные акробатические элементы в воздухе (сальто, пируэты, вращения и др.). Выступление оценивается по сложности выполненных элементов, их чистоте, отсутствию ошибок. Особое внимание уделяется качеству приземления: падение при приземлении или даже неуверенно исполненное приземление приводят к резкому снижению итоговой оценки.
По правилам Международной федерации гимнастики высота снаряда составляет 130 см от поверхности пола, приблизительная длина дорожки разбега — 25 метров, ширина — 1 метр. Высота пружинящего мостика — 20 см.
В соревнованиях командного первенства и многоборья гимнасты исполняют один прыжок. Если гимнаст рассчитывает на попадание в финал по опорному прыжку, он должен показать в квалификации два прыжка из различных структурных групп. Финал в отдельном виде — опорном прыжке — также требует от гимнаста выполнения двух разных прыжков. Суммарная оценка гимнаста — полусумма первого и второго прыжков.
Прыжки можно поделить на прыжки лётом (без переворота через голову) и прыжки с переворотом. Любой переворот — это вращение в воздухе на 180°. Соответственно если к перевороту добавляется сальто, то получается поворот в воздухе на 540° вокруг продольной оси. Все сальто, выполняемые после переворотов, будут полуторными.
То есть переворот — сальто, если рассматривать его от момента касания руками снаряда до момента прихода ног на мат, будет полуторным (1,5 сальто). По аналогии переворот — двойное сальто можно рассматривать как 2,5 сальто и т. д.
Важным элементом для совершения опорного прыжка является трамплин.

## Структурные группы опорных прыжков (мужчины, юноши)

### I. Прыжки лётом
В данную структурную группу прыжков входят прыжки без переворота через голову — прыжки лётом. В настоящее время эти прыжки практически исчезли, так как за них никто не берётся (слишком мала сложность в базовой оценке, хотя многие прыжки реально очень сложны в выполнении). Прыжки лётом могут как содержать поворот вокруг вертикальной оси, так и не содержать его.
Также интересен прыжок лётом с добавлением контрсальто назад. Данный тип прыжка так и не был внесён в официальные таблицы правил, хотя подобные прыжки могли бы разнообразить комбинации гимнастов и предложить новые пути эволюции лётовых прыжков.

### II. Прыжки вперёд с поворотом на 360° в первой фазе полёта
Также группа прыжков, давно не используемая на международных соревнованиях. Координационно сложные прыжки, но имеющие достаточно высокие базовые оценки, чтобы гимнаст брался за их выполнение.

### III. Прыжки переворотом вперёд
Распространённый тип прыжков — с переворота вперёд. По физической нагрузке самые сложные из прыжков (из 3—5-й групп). Поэтому базовая оценка этих прыжков при выполнении одного и того же сальто больше, чем в остальных группах.
Переворот сгибаясь-разгибаясь называется «Ямасита», по имени первого исполнителя.
Все прыжки данной группы — это различные сальто вперёд после переворота вперёд, но к ним относится и такой интересный тип прыжков, как «Куэрво»: переворот вперёд с поворотом на 180° во второй фазе и последующим сальто назад.

### IV. Прыжки с рондата (Цукахара и Касамацу)
Прыжки Цукахары — в первой фазе полёта исполняется колесо с поворотом на 90° (рондат) с последующим сальто назад.
Прыжки Касамацу — это прыжки с рондата с поворотом на 180° во второй фазе полёта и последующим сальто вперёд.
Прыжки объединены в одну структурную группу, так как достаточно сложно отличить прыжки типа Цукахара — пируэт назад и Касамацу — полпируэта вперёд. Для устранения спорных ситуаций в судействе подобные прыжки объединены в одну ячейку таблиц Правил.

### V. Прыжки с рондата — фляка (Юрченко)
Этот тип прыжков, названный в честь советской гимнастки Натальи Юрченко, отличается от всех предыдущих тем, что гимнаст наскакивает на мостик не обычным прыжком, а предварительно выполнив рондат, соответственно на снаряд выполняется фляк и далее во второй фазе полёта какое-нибудь сальто.
Также есть усложнённые типы этих прыжков — «прыжки Немова», когда во фляке выполняется поворот на 180° и после отталкивания от снаряда гимнаст делает уже сальто вперёд.
Третья разновидность прыжков Юрченко — прыжки Щербо (носящие имя советского и белорусского гимнаста Виталия Ще́рбо), при которых во фляке совершается поворот на 360°. Этот тип прыжков ещё малоизучен, так как основной импульс наскока, который обычно используется на вторую часть прыжка (сальто), здесь частично уходит в поворот на 360° первой части. А значит, сальто во второй части получается менее энергонасыщенным и сложным. Однако не исключено, что в будущем эти прыжки получат «второе рождение», так как перспективы у них большие.

## Структурные группы опорных прыжков (женщины)

### I. Прыжки без исполнения сальто (перевороты вперёд, Ямасита, с рондата) с вращением вокруг продольной оси (или без него) в первой или второй фазе полёта
В отличие от мужчин, в первую структурную группу прыжков у женщин входят все типы несальтовых прыжков. То есть помимо лётов сюда включены все типы переворотов (назад, вперёд, боком). У мужчин же 1-я группа включала только прыжки лётом, а перевороты были распределены по остальным структурным группам.

### II. Прыжки вперёд с поворотом на 360° (или без него) в первой фазе полёта — сальто вперёд во второй фазе полёта
Эта группа прыжков объединяет мужские 2-ю и 3-ю группы. Первооткрывательницы этих прыжков — Ольга Корбут и Елена Давыдова. Они виртуозно выполняли в первой части пируэт, а вторая часть включала переворот на 360° и сальто вперёд соответственно.
Что касается прыжков переворотом вперёд без поворота в первой фазе, то женщинам эти прыжки даются непросто, поэтому реже используются. Рекордным прыжком является прыжок Продуновой (первая исполнительница — российская гимнастка Елена Продунова).

### III. Прыжки с рондата в первой фазе полёта — сальто во второй фазе полёта (Цукахара)
Аналогично 4-й группе у мужчин, за исключением того, что вторая фаза полёта должна быть обязательно сальто (простой рондат не считается, так как относится к 1-й группе).

### IV. Прыжки Юрченко с поворотом на 360° (или без него) в первой фазе полёта
Это популярная группа прыжков, используемая большинством гимнасток благодаря хорошо изученным методикам овладения и исполнения. Первооткрывательницей этой группы прыжков является советская гимнастка Наталья Юрченко. Прыжки с поворотом на 360° аналогичны «прыжкам Щербо» у мужчин. Практически никем не используются ввиду сложности и, по большому счёту, из-за не самых высоких базовых оценок.

### V. Прыжки Юрченко с поворотом на 180° в первой фазе полёта
Пользуются популярностью, так как базовая оценка достаточна высока, а методики изучения хорошо известны. Требует хорошего умения выполнять сложные сальто вперёд.

## Эволюция вида

### 1930—1950-е гг.
В 50-е годы XX века и ранее прыжки представляли собой лёт через коня, а также простейшие перевороты. И сразу заметим, что мужчины прыгали через коня, расположенного в длину (поперёк), а женщины — через коня, расположенного боком к ним (продольно).
К концу 50-х мужчины перешли от лёта согнувшись к лёту прогнувшись, который технически был значительно сложней простого переворота вперёд или рондата. Между прочим, рондат в чистом виде не использовался, гимнасты, как правило, исполняли переворот боком колесо. Иногда после прыжка переворотом добавлялись простые повороты (например, на 180°). Если мужские прыжки были энергетически насыщенны, то женские перевороты были фактически «переваливанием» через тело коня. То есть совсем не развивались фазы полёта ни в наскоке, ни после отхода от снаряда.

### 1960-е гг.
К концу 60-х гимнастки исполняют уже отличный переворот вперёд. Наиболее популярен переворот типа «Ямасита», то есть сгибаясь-разгибаясь. Обе фазы полёта великолепно показаны, но ни о каких усложнениях речь пока не идёт.
Максимальным поворотом, которым могли порадовать гимнастки, будет поворот на 90°.
Мужчины доводят выполнение соскока лётом уже до усложнения поворотом на 360°, а впоследствии и до 720°. Но вскоре эти прыжки перестанут существовать, так как гимнастика полностью возьмёт курс на освоение прыжка типа «переворот — сальто». Перевороты могут быть самыми различными — вперёд, назад, с поворотами и без.
Считается, что первым исполнителем прыжка переворот вперёд — сальто вперёд в группировке или полуторного сальто вперёд с рук на ноги был советский гимнаст Альберт Азнавурян в 1962 г. Но на широкую арену этот прыжок вышел значительно позже — в 70-х годах — и совершил революцию в теории и практике прыжков, так как потребовал совершенно новой техники отхода от снаряда и крутки. Потребовалась смена поколения гимнастов, чтобы освоить это сложное движение, ставшее родоначальником большого семейства прыжков по сальто вперёд.
Но если рассматривать прыжки 60-х годов, то гимнасты в основном исполняют перевороты вперёд с усложняющими поворотами на 360 и 540°.
К концу 60-х годов гимнасты всё больше углубляются в освоение технически более простого прыжка — переворот боком с поворотом на 90° (рондат) и сальто назад в группировке. Впервые такой прыжок был исполнен советским гимнастом Геннадием Углевым — по его словам, это произошло в Ленинграде, на IV летней Спартакиаде народов СССР, то есть в 1967 г.. Но на международных соревнованиях прыжок впервые показан японцем Мицуо Цукахарой в 1970-е годы — его имя и носит до сих пор.

### 1970-е гг.
Хотя эволюция прыжков в 60-х происходила крайне вяло, именно в конце этого периода был заложен фундамент для следующих поколений. Тогда были показаны определяющие прыжки соответствующих направлений: переворот — сальто вперёд и рондат — сальто назад. В 70-х эта идея продолжена советским гимнастом А. Катковым. Он исполняет оригинальный прыжок — переворот боком и сальто боком. Но впоследствии почему-то боковые сальто не получили широкого продолжения и были забыты.
Уже к 1974 году гимнасты в массе осваивают и прыжок переворот — сальто вперёд и прыжок Цукахары в группировке. И вот японский спортсмен Сигэру Касамацу выполняет ещё один оригинальный прыжок, который сначала был принят за Цукахару с поворотом на 360°. Но в действительности это был прыжок совершенно иной по структуре — более простой и удобный, чем классический Цукахара с пируэтом. Он представляет собой переворот боком на коня, а затем выполняется поворот на 90° в противоположную сторону (то есть в сумме переворот на коне равен нулю, а не 180 градусам), и далее гимнаст исполняет сальто вперёд с поворотом на 180°. То есть Касамацу за счёт переворота на снаряде «экономит» 180° поворота и вместо сальто назад с поворотом на 360° выполняет сальто вперёд с поворотом на 180°.
К 1976 году гимнасты переходят от Цукахары в группировке к Цукахаре прогнувшись . А переворот вперёд — сальто вперёд в группировке усложняется поворотом на 180° или выполняется в положении согнувшись и без поворота.
И наконец в 1979 году кубинский гимнаст Хорхе Роче демонстрирует рекордный прыжок — переворот вперёд и двойное сальто вперёд в группировке.
Этот прыжок был единичным, но уже показывающим, что потенциал гимнастов на этом снаряде далеко не исчерпан.
Хотя на исходе 70-х гимнасты в основном исполняют по два прыжка: один с переворота вперёд и сальто вперёд в группировке или согнувшись с поворотом на 180°, а второй — либо Цукахара прогнувшись, либо Касамацу в группировке.
Гимнастки к 1972 году по-прежнему исполняют прыжки Ямаситы, а вот к 1974-му переходят по примеру мужчин к прыжкам переворот вперёд с поворотом пока на 360°. Если большинство гимнасток исполняют поворот во второй части прыжка, то советские, в частности Ольга Корбут, показывают поворот в первой части прыжка, то есть в наскоке. В 1976 году Корбут ещё усложняет прыжок и выполняет поворот на 360° как в первой, так и во второй фазе прыжка.
Но, как выяснилось, гимнастки не сильно отстали в прогрессе прыжков от мужчин, и в 1974 году Людмила Турищева показывает прыжок Цукахары в группировке (первая исполнительница — Галина Хряпина, Ленинград), а в 1976 году Нелли Ким усложняет его, добавив поворот на 360°. Что показательно, Ким исполнила именно прыжок Цукахары, а не Касамацу. Это во многом обусловлено тем, что конь, через которого прыгают гимнастки, расположен вдоль, а не поперёк, и нет возможности исполнить наскок переворот боком.
К концу 70-х годов гимнастки в массе исполняют по два прыжка разной структуры: переворот вперёд с поворотом на 360° в первой и во второй фазе полёта, а также Цукахару согнувшись.
В 1980-м году советская гимнастка Елена Давыдова значительно усложняет прыжок Корбут и преобразует его в прыжок Давыдовой, а именно переворот вперёд с поворотом на 360° в первой фазе полёта и сальто вперёд в группировке во второй. Прыжки этого сложного типа так и остались невостребованными в дальнейшем, хотя потенциал их далеко не исчерпан.
Также гимнастки берутся и за выполнение мужского прыжка переворот вперёд — сальто вперёд в группировке с поворотом на 180°.

### 1980-е гг.
У мужчин развитие прыжков с передним вращением в 80-е годы происходило отнюдь не бурными темпами. К примеру, тогда самым популярным прыжком этой структуры был переворот вперёд — сальто вперёд согнувшись с полупируэтом. К концу 80-х гимнасты уже в массе освоили прыжок переворот вперёд — 1,5 пируэта вперёд в группировке или полпируэта вперёд прямым телом. Заметим, что полуторный пируэт вперёд иногда принимал другую форму исполнения. Она именуется «Куэрво». Гимнаст выполняет переворот вперёд, затем в воздухе поворачивается на 180° и исполняет сальто назад в группировке с поворотом на 360°.
Двойное сальто вперёд пока считается прыжком, близким к нереальному, и исполняется лишь единицами.
Существует также оригинальный, суперсложный тип прыжков — прыжки с 1,5 сальто в первой фазе. Ряд гимнастов исполняли наскок на коня полуторным сальто вперёд или полуторным твистом вперёд и полпереворота вперёд во второй фазе. Позже такие прыжки были признаны сверхтравмоопасными и запрещены.
А вот прыжки по сальто назад сильно развивались и прогрессировали. К примеру, на чемпионате мира 1983 года Артур Акопян демонстрирует прыжок Цукахары прямым телом с двумя пируэтами, а точнее, Касамацу с пируэтом. Этот прыжок будет активно осваиваться и другими гимнастами, а концу 80-х станет у них самым массовым прыжком.
На чемпионате мира 1985 года гимнастам предложили исполнить прыжки Цукахары с отталкиванием от коня одной рукой. После этого такие прыжки также перешли в ряд запрещённых и были исключены из правил.
В 1980-е годы именно женщины совершили огромный качественный прорыв в развитии прыжков. И вслед за гимнастками такой тип прыжков стали осваивать и мужчины.
Первой гимнасткой, которая выполняла прыжки с рондатовым наскоком на мост, а затем фляком на коня стала советская гимнастка Наталья Юрченко. Уже в 1983 году она исполняет рондат — фляк — сальто назад в группировке с поворотом на 360°. А к концу 80-х этот прыжок стал в массе исполняться прямым телом.
Вслед за женщинами прыжки Юрченко активно осваиваются и мужчинами. К концу 1980-х нередко можно было наблюдать исполнение прыжка Юрченко прямым телом с двумя пируэтами.

### 1990-е гг.
1990-е годы были расцветом сложности в опорных прыжках как у мужчин, так и у женщин.
Мужчины осваивают прыжки всех структурных групп. К примеру, в прыжках по сальто вперёд прыжок Роче встречается уже нередко, а апогеем становится Олимпиада 2000 года, на которой этот прыжок исполняют несколько гимнастов. Румынский гимнаст Мариан Драгулеску ещё усложняет этот прыжок, добавив во втором сальто поворот на 180°.
Достигают большого прогресса гимнасты и в исполнении пируэтов вперёд. Полуторный пируэт вперёд прямым телом — это основной массовый прыжок данной структурной группы. Но некоторые гимнасты выполняли даже двойной пируэт вперёд. А в самом конце 90-х корейский гимнаст Хон Чул Ё выполняет рекордный прыжок в 2,5 пируэта вперёд.
С середины 1990-х годов мужчины начинают осваивать новый прогрессивный тип прыжков, которые возникли на основе прыжков Юрченко, но с вращением по сальто вперёд. Одним из первопроходцев такого типа прыжков стал российский гимнаст Алексей Немов. Прыжки типа рондат — фляк с поворотом на 180° и сальто вперёд сложен и перспективен, так как сохраняет импульс наскока и отлично преобразует его в амплитуду сальто вперёд второй фазы полёта. Наиболее популярным прыжком данного типа к концу 90-х станет 1,5 пируэта вперёд прямым телом.
Прыжки по заднему сальто также активно развиваются, и гимнасты отлично обучаются сложным прыжкам, как по пируэтовому вращению, так и по двойному сальто. Первопроходцами двойного сальто назад стали Хон Чул Ё с рондата и Иоаннис Мелиссанидис с рондата — фляка. Более того, двойное сальто назад выполняется не только в группировке, но и согнувшись.
Пируэты назад были не столь популярны в этот период, появились 2,5 пируэта назад.
Также появилась ещё одна структурная группа прыжков — прыжки Щербо. Это сложный тип прыжков Юрченко с поворотом на 360° в первой фазе, то есть рондат — фляк с поворотом на 360° — сальто назад прогнувшись. Эти прыжки были усложнены выполнением поворота на 360°, а позже и на 720° в сальто, но популярности не получили и были забыты, поскольку гимнасты не смогли освоить полностью потенциал такого типа прыжков. Так как весь импульс первой части — наскока, терялся в большей степени на повороте на 360° во фляки и на сальто его оставалось уже значительно меньше.
Женская гимнастика также активно развивалась. Гимнастки в основном исполняют прыжки Юрченко и очень скоро осваивают прыжок в два пируэта, а в конце 1990-х румынская спортсменка Симона Аманар показывает прыжок в 2,5 пируэта назад.
Сальто вперёд, Цукахара и прыжки Немова и Щербо — редкость. Но и в них гимнастки достигают своих высот. Елена Замолодчикова в конце 90-х выполняла первоклассный прыжок Цукахары с двумя пируэтами.
Светлана Хоркина впервые показывает сложнейший вариант прыжка рондат — фляк с поворотом на 180° и сальто вперёд в группировке с поворотом на 540°. Но самый сложный прыжок в женской гимнастике был исполнен в 1999 году Еленой Продуновой. Она сумела показать рекордный прыжок переворот вперёд — двойное сальто вперёд в группировке. До сих пор этот прыжок никем не повторён на международных соревнованиях.

### 2000—2010-е гг.
В 2000-е годы произошли серьёзные изменения в эволюции данного снаряда. Во-первых, самое главное изменение произошло с самим снарядом. Теперь гимнасты и гимнастки прыгают не через коня, а через специальный снаряд «язык» или «стол».
Во-вторых, с 2006 года произошли изменения в правилах, которые не позволяют гимнастам и гимнасткам прыгать в финале два прыжка с одинаковой второй фазой.
До 2006 года гимнасты и гимнастки могли выполнять прыжки, которые различаются лишь первой фазой, то есть наскоком на снаряд. Особенно популярны такие прыжки были у мужчин. Так, к концу 2004 года многие гимнасты предпочитают выполнять Касамацу с 1,5 винта (или Цукахару 2,5 винта назад) и Юрченко 2,5 винта назад, либо же вместо Юрченко делать переворот вперёд и двойной пируэт вперёд.
Можно сказать, что гимнасты поделились на два типа. Один тип — так называемые «пируэтчики». Они выполняют оба прыжка, представляющие собой пируэт со сложностью, как правило, 9,9. Наиболее популярен был прыжок Касамацу с 1,5 пируэта или Цукахара 2,5 пируэта. Но ряд гимнастов брались за особо сложные прыжки типа тройного пируэта назад. Китайские мастера предлагают миру сложнейший прыжок 2,5 пируэта вперёд, а мастер опорного прыжка Ли Сяопэн выполняет суперсложный прыжок рондат — фляк с поворотом на 180° и 2,5 пируэта вперёд.
Второй тип гимнастов — это исполнители двойных сальто. Отметим сразу, что если двойное сальто в 90-е годы было уделом лишь отдельных смельчаков, то в 2000-е это стандартный элемент. Более того, в основном гимнасты стараются усложнять двойное сальто, выполняя его с поворотом или в положении согнувшись. Например, польский спортсмен Лешек Бляник исполняет двойное сальто вперёд согнувшись, Циммерман выполняет оригинальный прыжок переворот вперёд с поворотом на 180° и двойное сальто назад в группировке, а российский гимнаст Антон Голоцуцков — ещё более оригинальный прыжок переворот вперёд — сальто вперёд с поворотом на 180° — сальто назад.
Гимнастки в основном демонстрируют прыжок Юрченко с двумя пируэтами, в исполнении которого достигают высочайшего мастерства. Второй прыжок гимнасток различен. Кто-то предпочитает рондат — фляк с поворотом на 180° — сальто вперёд прогнувшись с поворотом на 180° или Цукахару с 1,5 пируэта, а в редких случаях и с двумя пируэтами. Но ряд гимнасток рискуют и исполняют более сложные прыжки. Например, победительница финала в опорном прыжке Олимпиады 2004 румынка Моника Рошу выполнила прыжок Юрченко 2,5 пируэта назад, который смотрелся, как вспышка на фоне тёмного неба. Или кореянка Кан Юн Ми исполняет прыжок Щербо, а Оксана Чусовитина практикует столь редкую группу прыжков с переворота вперёд и прыгает пируэт вперёд, а чуть позже и полуторный пируэт вперёд.
С 2006 года Правила проведения соревнований изменяются: теперь и гимнасты, и гимнастки должны обязательно исполнять прыжки с различной второй фазой. Также сильно изменяется подход к начислению сложности за прыжки. Теперь разница между простыми и сложными прыжками значительно увеличивается. Если раньше 2,5 пируэта назад и прыжок Драгулеску у мужчин отличались на 0,1 в сложности, то теперь разница составляет уже 0,4. У женщин и того больше. Ведь гимнастки в плане опорных прыжков фактически остановились в развитии и дальше Юрченко 2 пируэта развиваться не хотели. Новые же правила разграничили 2 пируэта, 2,5 пируэта и 3 пируэта в 0,7 друг от друга. И это привело к значительному прогрессу в сложности исполняемых прыжков. Например, к концу 2010 года прыжок Юрченко 2,5 пируэта назад (Аманар) стал уже нормой и освоен большим количеством гимнасток. Китайская спортсменка Чэн Фэй прославилась благодаря отличному исполнению не только прыжка Аманар, но и своего собственного прыжка рондат — фляк с поворотом на 180° и 1,5 пируэта вперёд прогнувшись.
Но тем не менее прыжки Продуновой или Юрченко три винта остаются пока невостребованными.
У мужчин прыжок типа Драгулеску, Касамацу с двумя пируэтами или Цукахара двойное сальто назад согнувшись стал просто обязательным, чтобы выиграть финал на прыжке. Это ещё один серьёзный прогрессивный шаг в развитии гимнастики. Кроме того, многие лучшие гимнасты отлично владеют двумя такими прыжками.
Более того, северокорейский гимнаст Ри Сё Гван (Ли Сегван) выполняет два уникальных прыжка: переворот вперёд — двойное сальто вперёд согнувшись с поворотом на 180° и суперновинку — Цукахару двойное сальто назад в группировке с поворотом на 360°.
В 2011 году 18-летний южнокореец Ян Хак Сон выполняет прыжок переворот вперёд и сальто вперед с тремя винтами. Этот прыжок становится рекордным по трудности (7,4). Через год на летних Олимпийских играх 2012 в Лондоне он повторяет этот прыжок и занимает первое место в финале опорного прыжка.
Развитие прыжков продолжается, и оно прогрессивно. Можно только предположить, что в будущем мы должны стать свидетелями четверного пируэта или 3,5 сальто.

### 2010—2021 гг.
Уже в 2013 году произошло очередное изменение в структуре оценки прыжков у мужчин. А именно: все прыжки были понижены в стоимости ровно на один балл, кроме ультрасложных прыжков Ри Се Гвана, которые получили базовую оценку 6,4.
Уже к 2014 году стало очевидно, что даже обладая двумя прыжками по 6,0 балла, гимнаст не гарантирует себе медаль в финале, поскольку очень многие коллеги успешно освоили прыжок Цукахары — двойное сальто назад в группировке с пируэтом, которое, впрочем, выполняется по схеме «переворот боком — сальто вперёд с поворотом на 180° — сальто назад». А Ян Хак Сон вообще усилил свои позиции, добавив и второй прыжок на 6,4 — Касамацу с 2,5 винта.
Победителем в финале на опорных прыжках Чемпионата мира 2014 года стал Ри Се Гван, который убедительно доказал, что два прыжка по 6,4 — это мощный козырь в руках гимнаста.
Мужчины стали чаще исполнять прыжок Юрченко с тремя пируэтами, который в 2013 году был впервые на международной арене представлен японцем Кензо Шираи, хотя неофициально этот сложный винтовой прыжок исполнялся ещё в 2007 году.
На Олимпийских играх 2016 года украинский гимнаст Игорь Радивилов совершает революционный качественный прорыв в развитии опорных прыжков. Он сумел выполнить фантастический прыжок: с переворота вперёд — тройное сальто вперёд (3,5 сальто вперёд)! Прыжку присвоили базовую оценку 7,0, что, конечно, не так много для такого элемента. Но поскольку прыжок был выполнен с падением, имя Радивилова не было ему присвоено.
На этой же Олимпиаде Кензо Шираи успешно демонстрирует сложнейший винтовой прыжок, оценённый в 6,4 балла, — Юрченко с 3,5 пируэта.
Период с 2016 по 2021 год не характеризуется дальнейшим развитием эволюции прыжков. Скорее наоборот. Гимнасты делают небольшой откат назад к старым прыжкам типа Цукахары двойного согнувшись и двойного вперёд с половиной вперёд с полувинтом. Призёры крупных стартов получают медали за счёт точного исполнения прыжков, а не высокой сложности, хотя есть целый ряд гимнастов, у которых один прыжок — суперсложный.

## Чемпионы Олимпийских игр в опорных прыжках
- 1952 — Виктор Чукарин, СССР
- 1956 — Валентин Муратов, СССР
- 1960 — Борис Шахлин (СССР) и Такаси Оно (Япония)
- 1964 — Харухиро Ямасита, Япония
- 1968 — Михаил Воронин, СССР
- 1972 — Клаус Кёсте, ГДР
- 1976 — Николай Андрианов, СССР
- 1980 — Николай Андрианов, СССР
- 1984 — Лоу Юнь, КНР
- 1988 — Лоу Юнь, КНР
- 1992 — Виталий Щербо, Объединённая команда
- 1996 — Алексей Немов, Россия
- 2000 — Хервасио Деферр, Испания
- 2004 — Хервасио Деферр, Испания
- 2008 — Лешек Бляник, Польша
- 2012 — Ян Хак Сон, Южная Корея
- 2016 — Ри Се Гван, КНДР
- 2020 — Шин Джэ-хван, Южная Корея

## Чемпионки Олимпийских игр в опорных прыжках
- 1952 — Екатерина Калинчук, СССР
- 1956 — Лариса Латынина, СССР
- 1960 — Маргарита Николаева, СССР
- 1964 — Вера Чаславска, Чехословакия
- 1968 — Вера Чаславска, Чехословакия
- 1972 — Карин Янц, ГДР
- 1976 — Нелли Ким, СССР
- 1980 — Наталья Шапошникова, СССР
- 1984 — Екатерина Сабо, Румыния
- 1988 — Светлана Богинская, СССР
- 1992 — Генриэтта Оноди (Венгрия) и Лавиния Милосовичи (Румыния)
- 1996 — Симона Аманар, Румыния
- 2000 — Елена Замолодчикова, Россия
- 2004 — Моника Рошу, Румыния
- 2008 — Хон Унджон, КНДР
- 2012 — Сандра Избаша, Румыния
- 2016 — Симона Байлз, США
- 2020 — Ребека Андраде, Бразилия

## Чемпионы мира в опорных прыжках
- 1934 — Эуген Макк, Швейцария
- 1938 — Эуген Макк, Швейцария
- 1950 — Эрнст Гебендингер, Швейцария
- 1954 — Лео Соторник, Чехословакия
- 1958 — Юрий Титов, СССР
- 1962 — Пршемысл Крбец, Чехословакия
- 1966 — Харухиро Ямасита (после женитьбы —Харухиро Мацуда), Япония
- 1970 — Мицуо Цукахара, Япония
- 1974 — Сигэру Касамацу, Япония
- 1978 — Юкио Симицу, Япония
- 1979 — Александр Дитятин, СССР
- 1981 — Ральф-Петер Хемманн, ГДР
- 1983 — Артур Акопян, СССР
- 1985 — Юрий Королёв, СССР
- 1987 — Лоу Юнь (КНР) и Сильвио Кролль (ГДР)
- 1989 — Йорг Берендт, ГДР
- 1991 — Ю Ог-юль, Южная Корея
- 1993 — Виталий Щербо, Белоруссия
- 1994 — Виталий Щербо, Белоруссия
- 1995 — Алексей Немов, Россия
- 1997 — Сергей Федорченко, Казахстан
- 1999 — Ли Сяопэн, Китай
- 2001 — Мариан Драгулеску, Румыния
- 2002 — Ли Сяопэн, Китай
- 2003 — Ли Сяопэн, Китай
- 2005 — Мариан Драгулеску, Румыния
- 2006 — Мариан Драгулеску, Румыния
- 2007 — Лешек Бляник, Польша
- 2009 — Мариан Драгулеску, Румыния
- 2010 — Тома Буай, Франция
- 2011 — Ян Хак Сон, Корея
- 2013 — Ян Хак Сон, Корея
- 2014 — Ри Се Гван, КНДР
- 2015 — Ри Се Гван, КНДР
- 2017 — Кензо Шираи, Япония
- 2018 — Ри Се Гван, КНДР
- 2019 — Никита Нагорный, Россия
- 2021 — Карлос Юло, Филиппины

## Чемпионки мира в опорных прыжках
- 1950 — Хелена Ракочи, Польша
- 1954 — Тамара Манина (СССР) и Анн-Софи Петтерссон (Швейцария)

- 1958 — Лариса Латынина, СССР
- 1962 — Вера Чаславска, Чехословакия
- 1966 — Вера Чаславска, Чехословакия
- 1970 — Эрика Цухольд, ГДР
- 1974 — Ольга Корбут, СССР
- 1978 — Нелли Ким, СССР
- 1979 — Думитрица Турнер, Румыния
- 1981 — Макси Гнаук, ГДР
- 1983 — Боряна Стоянова, Болгария
- 1985 — Елена Шушунова, СССР
- 1987 — Елена Шушунова, СССР
- 1989 — Олеся Дудник[3], СССР, Украина
- 1991 — Лавиния Милошовичи, Румыния
- 1993 — Елена Пискун[4], Белоруссия
- 1994 — Джина Годжан, Румыния
- 1995 — Симона Аманар, Румыния
- 1997 — Симона Аманар, Румыния
- 1999 — Елена Замолодчикова, Россия
- 2001 — Светлана Хоркина, Россия
- 2003 — Оксана Чусовитина, Узбекистан
- 2005 — Чэн Фэй, Китай
- 2006 — Чэн Фэй, Китай
- 2007 — Чэн Фэй, Китай
- 2009 — Кайла Уильямс, США
- 2010 — Алисия Сакрамоне, США
- 2011 — Маккайла Марони, США
- 2013 — Маккайла Марони, США
- 2014 — Хон Унджон, КНДР
- 2015 — Мария Пасека, Россия
- 2017 — Мария Пасека, Россия
- 2018 — Симона Байлз, США
- 2019 — Симона Байлз, США
- 2021 — Ребека Андраде, Бразилия